# اکرون
اکرون
نام تجاری مربوط به شرکت فراسو می‌باشد. محصولاتی از جمله صفحه کلید، ماوس و لوازم جانبی رایانه و نوت بوک با این نام در بازار عرضه می‌شود.